# Laverda V6
Die Laverda V6 (1977) war ein Rennmotorrad des italienischen Herstellers Laverda, das 1978 nur einmal beim Bol d’Or eingesetzt wurde.

## Entwicklung und Technik
Die Laverda V6 war für die Firma nur ein Versuchsträger um eine neue Generation Laverda-Motorräder zu entwickeln. Das Motorrad war nicht konzipiert Rennen zu gewinnen, obwohl die Höchstgeschwindigkeit weit über der Konkurrenz lag. Der wassergekühlte Sechszylindermotor, von Giulio Alfieri konstruiert, war längs im Rahmen montiert. Der Zylinderbankwinkel des V-Motors betrug 90 Grad, die Bohrung 65 mm und der Hub 50 mm, der Motor hatte vier Ventile pro Brennraum und zwei oben liegende Nockenwellen pro Zylinderkopf und entstand innerhalb von nur 12 Monaten.
Sechs Dell’Orto-Vergaser standen senkrecht zwischen den Zylinderköpfen, die Abgase wurden über zwei Endrohre auf jeder Seite abgeleitet. Der Öltank befand sich direkt unter der Sitzbank, und der Stoßdämpfer der Hinterradfederung befand sich zunächst unter dem Motor. Später wurde der einzelne Stoßdämpfer aufgrund von Problemen bei der Umlenkung durch zwei Marzocchi-Stoßdämpfer ersetzt.
Beim Rennen auf dem Circuit Paul Ricard brach die Gelenkwelle, sodass der einmalige Renneinsatz auch das Ende der weiteren Entwicklung bedeutete. 1991 wird das Modell auf der Mailänder Motorrad-Messe ausgestellt, eine Kleinserie von 50 Exemplaren für Sammler ist von Laverda angedacht, jedoch wird auch dieser Ansatz nicht weiter verfolgt.
Eines der beiden gebauten Exemplare wird heute noch von Piero Laverda bei Klassik-Rennen vorgeführt.